# Operacija Pedestal
Operacija "Pedestal" (tal. Battaglia di Mezzo Agosto) bila je britanski operacija kojoj je bio cilj dovođenje očajnički potrebnih zaliha na otoku Malti u kolovozu 1942. za vrijeme Drugog svjetskog rata.

## Tijek
U kolovozu 1942. godine, za vrijeme Operacije "Pedestal", oko 14 trgovačkih brodova, u pratnji s četiri nosača aviona, dva bojna broda, 32 razarača, 7 lakih krstaša i skoro 40 malih brodova je krenulo u snabdijevanje savezničkih snaga na otoku Malti. 
U noći s 10 na 11. kolovoza potopljen je HMS Eagle od strane podmornice U-73 dok je prolazio pored Gibraltara.
Pod stalnim napadima osovinskih snaga konvoj se polako približavao Malti. 12. kolovoza, HMS Indomitable je teško oštećen od strane Luftwaffeovih Ju 87, te je konvoj izgubio još jednog nosača aviona.
Kada je konvoj bio blizu Malte zračna obrana je predana RAF borcima koji su se nalazili na otoku. U posljednjoj fazi operacije izgubljeno je 9 trgovačkih brodova. Unatoč velikim gubicima velika količina hrane, streljiva i dr. dopremljeno je na otok.Operacija je kasnije proglašena taktičkom pobjedom osovinskih snaga te strateškom pobjedom saveznika.

## Spomen
U povodu 70. obljetnice dolaska konvoja "Ta" Santa Marija" na Maltu 15. kolovoza 1942. godine, malteška je pošta u kolovozu 2012. izdala čak 88 poštanskih maraka s motivima brodova koji su sudjelovali u konvoju. Marke nominalnih vrijednosti od 0,26 eura su izdane u 11 arčića, svaki s osam različitih maraka. Izdan je i prigodni album u spomen na ovaj događaj.
Operacija "Pedestal" je 1953. prikazana u crno-bijelom filmu "Malta Story".